# Deutscher Evangelischer Kirchentag (1919–1930)
Im September 1919 tagte in Dresden erstmals der Deutsche Evangelische Kirchentag als Vertretung der Evangelischen Landeskirchen in Deutschland. Er gilt als Vorläufer der Evangelischen Kirche in Deutschland.
Ursache war die nötige Neuorientierung nach dem Ersten Weltkrieg: Durch die Abdankung von Kaiser und Fürsten im November 1918 war das Summepiskopat gefallen, das seit der Reformation bestanden hatte.
Dieser und der nächste Kirchentag im September 1921 bereiteten einen Kirchenbund vor; Himmelfahrt 1922 wurde in Wittenberg der Deutsche Evangelische Kirchenbund als Zusammenschluss der 28 nach wie vor selbständigen Landeskirchen gegründet. Das Parlament bzw. die Synode dieses Kirchenbundes war der Deutsche evangelische Kirchentag, der 1924 in Bethel, 1927 in Königsberg und 1930 in Nürnberg tagte.